# Apatin Indijanci
Apatin, jedno od pet indijanskih bandi iz grupe Coahuiltecan nastanjeno sredinom 18. stoljeća blizu današnjeg Corpus Christija, uz teksašku obalu, gdje na njih nailazi jedna španjolska ekspedicija. Apatini se kasnije ne spominju, a sudbina im je vjerojatno slična onoj susjednih bandi Coahuilteca, koji su izgubili identitet po španjolskim misijama južnog Teksasa.

## Vanjske poveznice
- Apatin Indians